# Глухская Селиба
Глу́хская Сели́ба (бел. Глухская Сяліба) — деревня в составе Черноборского сельсовета Быховского района Могилёвской области Республики Беларусь.

## История
В 1909 году действовала школа (в 1913 году 23 м. и 25 д.), которая размещалась в доме Соболевского Мирона Осиповича.

## Население
- 2010 год — 83 человека